# Paulo Martorano
Paulo Martorano, mais conhecido simplesmente como Paulo (Guará, 3 de maio de 1933 - Ribeirão Preto, 4 de março de 2025), foi um futebolista brasileiro que atuava como goleiro.
Integrou a delegação brasileira na Copa América de 1956, à época ainda sob o nome de Campeonato Sul-Americano.

## Carreira
Paulo estudava e defendia o Ateneu Paulista, antes de chegar ao Guarani. Foi treinar no juvenil do Bugre, logo passou para o time amador e finalmente substituiu o goleiro Dirceu (titular) e se profissionalizou.
Participou do jogo inaugural do Estádio Brinco de Ouro, no dia 31 de maio de 1953, quando o Guarani venceu o Palmeiras por 3 a 1.
Foi o primeiro jogador do Guarani a ser convocado para defender a Seleção Brasileira, em 1956. Disputou apenas uma partida pela Seleção, em 16 de junho de 1957, na vitória por 3 a 0 contra Portugal, em um amistoso.
Atuando como goleiro do São Paulo Futebol Clube, participou do time campeão paulista de 1957. Era o reserva de Poy e iniciou a titularidade entre 1957 e 1958. Com a camisa do Tricolor, onde ficou de 1956 a 1959, foram 63 partidas (29 vitórias, 17 empates, 17 derrotas).
Faleceu no dia 4 de março de 2025 em Ribeirão Preto por falência múltipla de órgãos.

## Títulos
São Paulo
- Campeonato Paulista: 1957[2][12]